# Melodrama

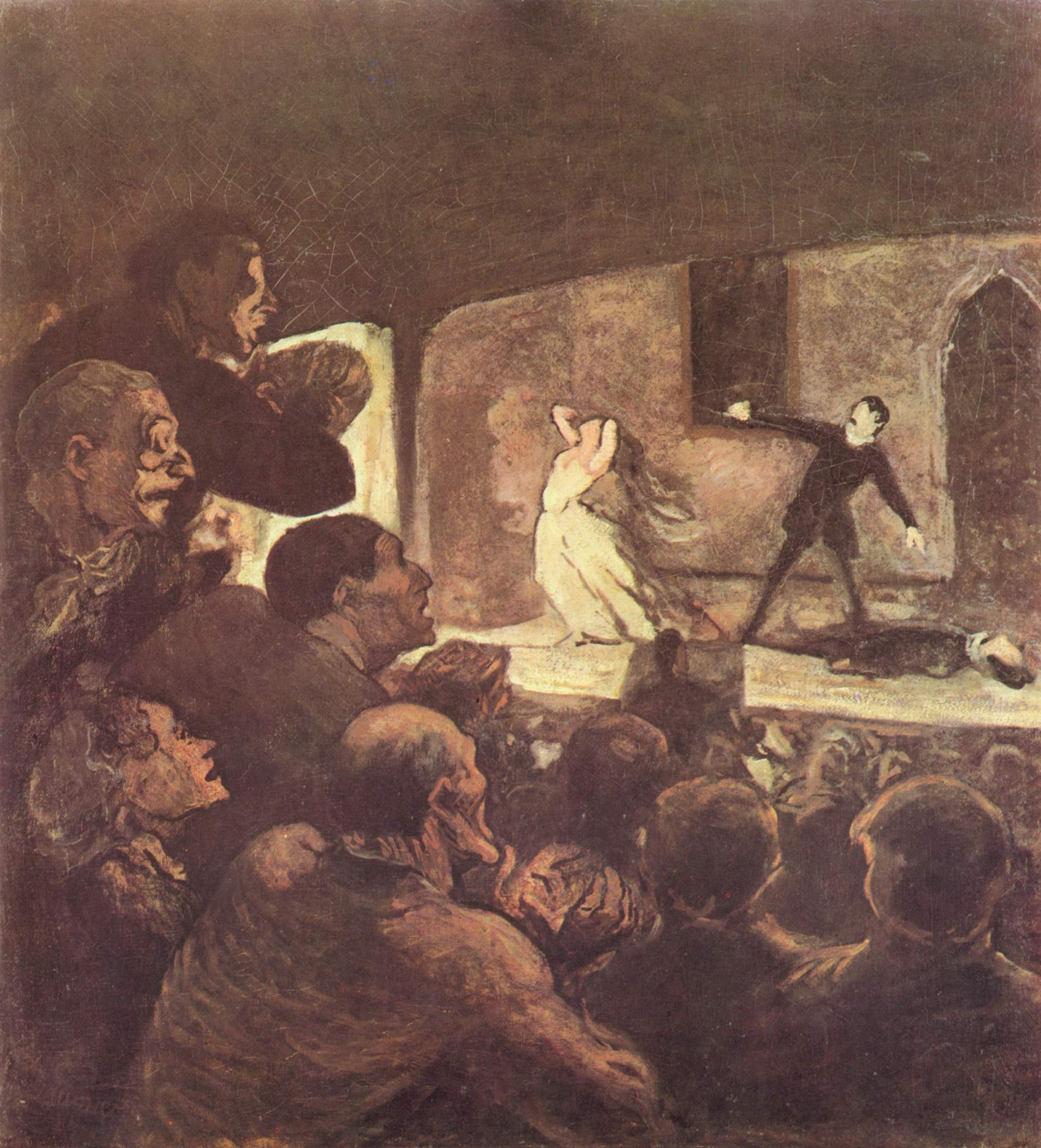
Mélodrame (1856-1860) door Honoré Daumier

Een melodrama is een toneel- of filmwerk waarin een voorspelbare verhaallijn met emotioneel effectbejag wordt uitgewerkt, terwijl voor de personages stereotypen worden gebruikt. Oorspronkelijk was melodrama een genre in het theater van de Griekse oudheid waarbij μέλος (zang of muziek) en δράμα (drama) gecombineerd werden. Muziek werd gebruikt om de emoties te versterken of een personage te verduidelijken. Tegenwoordig betekent melodrama als technische term dat (gesproken) dramatische actie op toneel, in film of op televisie begeleid wordt door muziek.

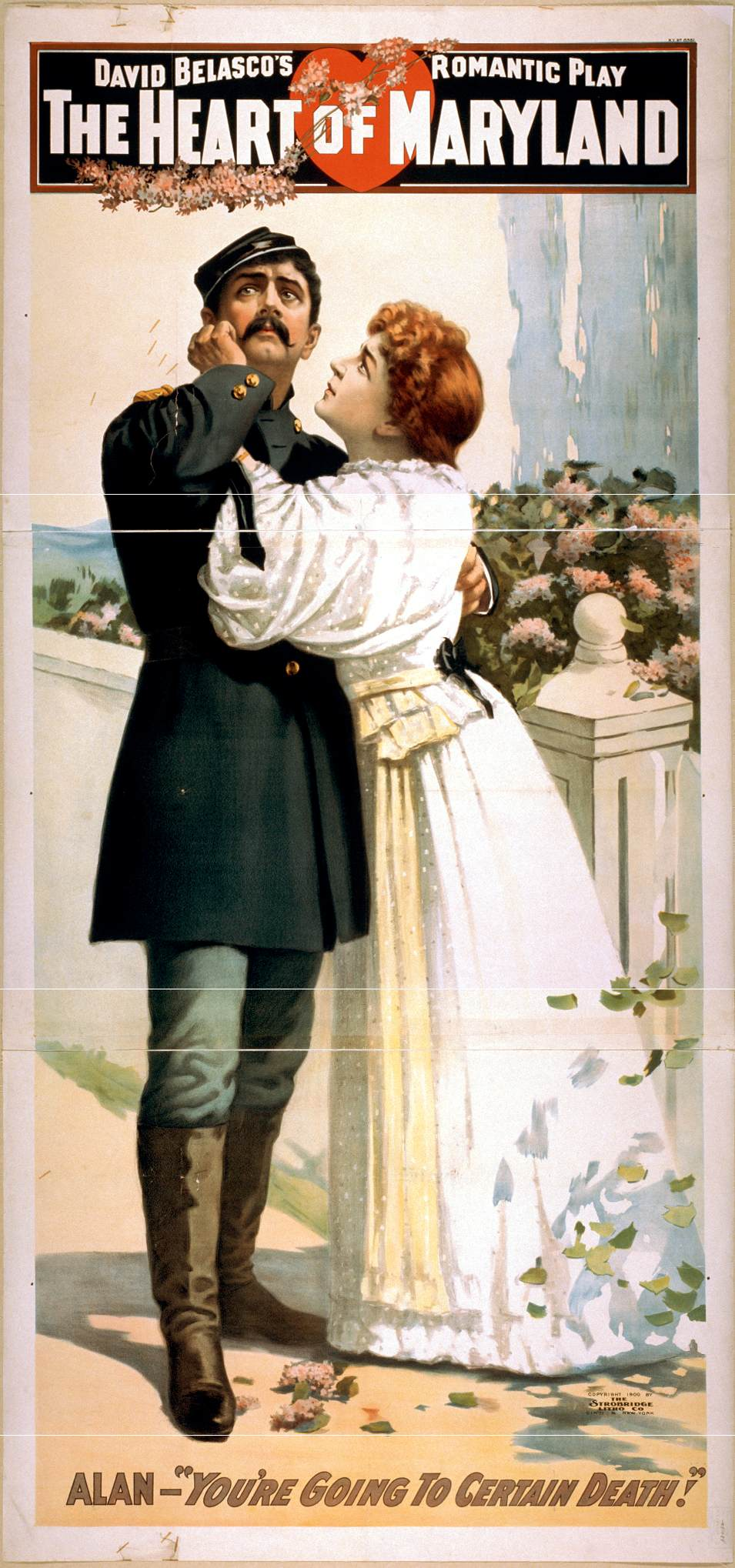
Reclame voor een theatermelodrama van David Belasco omstreeks 1900 doet al denken aan filmaffiches.

## Moderne geschiedenis
Melodrama als theatergenre werd populair in Frankrijk aan het einde van de achttiende eeuw. Jean-Jacques Rousseau's Pygmalion, met muziek van Horace Coignet wordt gezien als een voorloper van het melodrama. Het werd geschreven in 1762 en beleefde zijn première in Lyon in 1770. Goethe nam het over in Weimar in 1772 op muziek van Anton Schweitzer.
In principe bestaat er niet zoiets als 'het' melodrama. Er waren drie fasen in haar ontwikkeling: het klassiek melodrama (1800 – 1823), het romantisch of sociaal melodrama (1823 – 1848) en het latere melodrama (1848 – 1914).
Het klassiek melodrama (1800 – 1823) ziet zichzelf als een voortzetting van de klassieke tragedie, gebruikt drie bedrijven (naar het voorbeeld van de opera) en past de aristotelische eenheden strikt toe.
In het romantisch of sociaal melodrama (1823 – 1848) krijgt de schurk vaak de hoofdrol toebedeeld. Het lijkt het meeste op het huidige beeld van melodrama.
Bij het latere melodrama (1848 – 1914) worden de technische vernieuwingen van de 19e eeuw geïntegreerd, zoals magnetisme, hypnose, en het gebruik van stoom.
Het genre verspreidde zich door Europa in toneelstukken met helden, heldinnen en boeven in onwaarschijnlijke situaties. De laatste decennia heeft de term melodrama een afkeurende betekenis gekregen.

## Opbouw
Er was een heldere opbouw: een boef dreigt, een held verslaat de boef of redt de heldin en vaak eind goed, al goed.

## Verschil met tragedie en musical
Het verschil met tragedie is dat de afloop van een melodrama gelukkig kan zijn. In een modern (stukje) melodrama wordt anders dan in de musical niet gezongen. Wel kan een musical een stukje melodrama bevatten, dus muzikale begeleiding van actie of gesproken tekst.

## Huidige toepassingen
Melodrama wordt tegenwoordig veel toegepast in film en op radio en tv. Er zijn verschillende typen.

### Documentaire
Journalistieke beelden of documentaires worden ondersteund met muziek ter accentuering. De intro van het NOS Journaal past dit ook toe.

### Actie
In speelfilm en tv-drama's verhoogt en verlaagt filmmuziek de emotionele spanning. Speelfilms zonder kunstmatig toegevoegde muziek zoals van de Deense Dogma 95-groep zijn uitzonderlijk.

## Taalgebruik
De woorden melodrama of melodramatisch worden pejoratief (neerbuigend, minachtend) gebruikt om overdreven emotioneel effectbejag aan te duiden.

## Verder lezen
- Michael Booth (1991) Theatre in the Victorian Age. Cambridge University Press.